# フェイス (企業)
株式会社フェイス（英: Faith, Inc.）は、京都府京都市中京区に本社を置く日本のIT関連企業。

## 概要

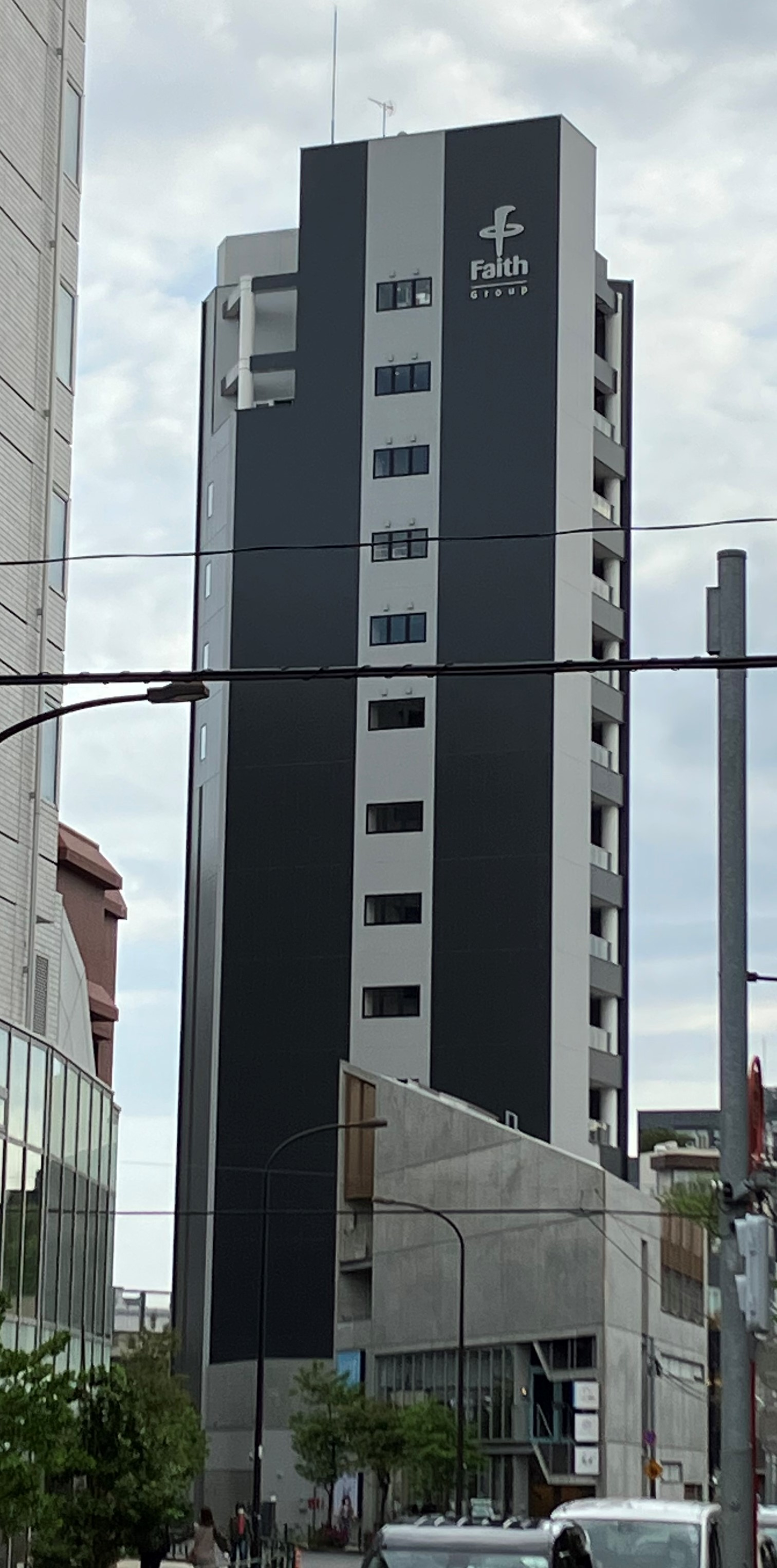
南青山オフィスがあるフェイス南青山

主に携帯コンテンツ配信サービス事業の企画と開発、コンテンツフォーマット技術や音源音声信号処理技術の開発とライセンスを提供している。
FeliCaなどの近距離通信技術を利用したNFRM（Near Field Rights Management）という携帯電話と他デバイス間の権利認証技術を保有している。
子会社であったフェイス・ワンダワークス（2023年4月吸収合併）は動画配信サービスを行っていた。オンラインゲーム『ローズオンライン（MMORPG）』運営会社の親会社としてIT系各部門へ多角化を図っている。
2010年1月、コロムビアミュージックエンタテインメント（後の日本コロムビア、以下コロムビア社）の発行株式31.39%を取得し、同社の筆頭株主になると発表し、コロムビア社は持分法適用会社になり、2014年に連結子会社化している。
2003年に WebMoney を運営する株式会社ウェブマネーを買収して電子決済サービスへ進出するも、2011年にKDDIへ売却して電子決済から撤退している。

## 沿革
- 1992年（平成4年）10月9日 - コンピュータおよび通信ネットワークを使っての音楽事業を目的として、京都市中京区に資本金1,000万円で株式会社フェイスを設立。
- 2000年（平成12年）8月- 本社を京都市中京区烏丸通御池に移転し、東京オフィスを東京都港区浜松町に移転
- 2001年（平成13年）9月 - JASDAQ（店頭）市場に上場。
- 2002年（平成14年）
  - 5月 - 米国でのコンテンツ配信を展開するため、米国にFaith West Inc.を設立
  - 8月 - フランスのDigiplug S.A.S.の株式を取得し、子会社化
  - 9月 - 東京証券取引所1部上場。
- 2003年（平成15年）7月 - 株式会社ウェブマネーを子会社化。
- 2004年（平成16年）5月 - Digiplug S.A.S.から会社分割によりフランスにFaith Technologies S.A.S.を設立
- 2005年（平成17年）
  - 3月 - ブラジルのInvest Virtua S.A.の株式を取得し、子会社化。Faith West Inc.の商号をModerati Inc.へ変更
  - 9月 - グッディポイント株式会社および米国のFaith Communications, Inc.の株式を取得し、子会社化
- 2006年（平成18年）
  - 3月 - 株式会社モバイルアライアンスを子会社化し、ギガネットワークス株式会社に商号変更。
  - 4月 - 音楽・映像レーベルのプロデュースおよびデジタル配信を行う合弁会社、株式会社ブレイブを設立
  - 4月 - 株式会社モバイルアライアンスの商号をギガネットワークス株式会社（現・株式会社フェイス・ワンダワークス）へ変更
  - 5月 - ギガネットワークス株式会社（現・株式会社フェイス・ワンダワークス）が株式会社三愛より携帯コンテンツ配信事業の営業を譲受
  - 8月 - 映画作品のプロデュースとデジタル配信を行う株式会社デスペラードを設立
- 2007年（平成19年）
  - 2月 - Moderati Inc.の商号をFaith West Inc.へ変更。Faith West Inc.のコンテンツ配信事業を米国のMODCO Inc.（現・Skyrockit, Inc.）へ譲渡
  - 3月 - Digiplug S.A.S.の株式を売却。MBOによりFaith Communications, Inc.の株式を売却
  - 5月 - 会社分割により株式会社フェイス・ビズを設立
- 2008年（平成20年）2月 - ブラジルのInvest Virtua S.A.の株式を売却
- 2009年（平成21年）
  - 4月 - 株式会社フェイス・ビズを吸収合併
  - 4月 - ギガネットワークスが株式会社デスペラードを吸収合併し、株式会社フェイス・ワンダワークスに商号変更。
- 2010年（平成22年）
  - 1月 - コロムビアミュージックエンタテインメント株式会社（現・日本コロムビア株式会社）を持分法適用関連会社化。
  - 3月 - Faith West Inc.を清算
  - 5月 - 東京オフィス（現・南青山オフィス）を東京都港区南青山に移転
  - 6月 - 株式会社ブレイブから事業の譲受
  - 12月 - Moderati Inc.（現・Skyrockit, Inc.）の株式を売却
- 2011年（平成23年）
  - 7月 - 株式会社ウェブマネーの株式をKDDIに売却。
  - 9月 - 株式会社フューチャーレコーズを日本コロムビア株式会社と合弁により設立
- 2013年（平成25年）4月 - 株式会社エンターメディアの株式を取得し、子会社化
- 2014年（平成26年）
  - 1月 - 株式会社オーケーライフの株式を取得し、子会社化
  - 3月 - 日本コロムビア株式会社の株式を公開買付けにより追加取得し、子会社化[4]。
- 2015年（平成27年）
  - 1月 - グローバル・プラス株式会社の株式を取得し、子会社化
  - 6月 - 株式会社ドリームキャブの株式を追加取得し、子会社化
  - 7月 - 会社分割により、株式会社フェイス・ワンダワークスのコンテンツ配信プラットフォームの開発・制作事業を承継
  - 10月 - ジャパンミュージックネットワーク株式会社の株式を取得し、子会社化
- 2016年（平成28年）
  - 2月 - フランスにおいてFaith France, SASを設立
  - 6月 - ジャパンミュージックネットワーク株式会社がグローバル・プラス株式会社を吸収合併
  - 7月 - インドネシアにおいてPT. Faith Neo Indonesiaを設立
  - 8月 - 株式会社フライングペンギンズを完全子会社化
- 2017年（平成29年）
  - 2月28日 - 株式会社ドリーミュージックを連結子会社化。
  - 3月 - 株式会社オーケーライフを完全子会社化
  - 7月27日 - 日本コロムビアが上場廃止[5]。これにより日本コロムビアは1949年（昭和24年）5月以降続いていた株式上場から68年の歴史に幕を下ろすこととなった。
  - 8月1日 - 日本コロムビアを完全子会社（機能子会社）化。
- 2018年（平成30年）
  - 4月 - 株式会社エンターメディアの株式を売却
  - 7月 - 株式会社フェイス・プロパティーを設立
  - 11月 - 株式会社オーケーライフを清算
- 2019年（令和元年）
  - 10月23日 - 株式会社KSRを子会社化。
  - 12月 - Faith France, SASを清算
- 2021年（令和3年）9月 - 株式会社ドリーミュージックを完全子会社化
- 2022年（令和4年）4月 - 東京証券取引所の市場区分の見直しにより、東京証券取引所の市場第一部からプライム市場に移行
- 2023年（令和5年）
  - 4月1日 - 株式会社フェイス・ワンダワークスを吸収合併。
  - 10月20日 - 東京証券取引所スタンダード市場へ市場変更。
- 2024年（令和6年）
  - 12月26日 - 株式会社Genesis1による株式公開買付けが成立[6]。
- 2025年（令和7年）
  - 1月30日 - 東京証券取引所スタンダード市場上場廃止。
  - 2月1日 - 株式売渡請求により、株式会社Genesis1の完全子会社となる[1]。

## 主要関連会社

### 連結子会社
- 日本コロムビア株式会社 - ミュージックソフト等の制作・宣伝・販売。
  - コロムビア・クリエイティブ株式会社
  - 株式会社ドリーミュージック
  - 株式会社KSR - アーティストのマネジメント
- コロムビア・マーケティング株式会社
- コロムビアソングス株式会社
- グッディポイント株式会社 - ポイントカードシステムの提供
- 株式会社ライツスケール - 音楽配信事業
- ジャパンミュージックネットワーク株式会社 - 音楽情報サイトBARKSの企画運営。2016年6月1日にて、グループ内の「グローバル・プラス株式会社」を吸収合併する。
- 株式会社フライングペンギンズ - アーティストのマネージメント
- 株式会社フェイス・プロパティー

## 過去の関連会社
- 株式会社ウェブマネー
- 株式会社エンターメディア
- 株式会社ブレイブ
  - 2006年4月28日設立。本社所在地は東京都港区浜松町。代表取締役は殿村裕誠（元タイトー取締役）。
  - 当社とタイトーが、音楽・映像レーベルのプロデュースおよびデジタル・ディストリビューション事業を行うために設立した合弁会社。2010年6月1日、当社への全事業譲渡を発表。それに伴い、同年6月30日に会社を解散[7]。
- 株式会社フェイス・ワンダワークス

### 同業他社
- 日本エンタープライズ
- ドワンゴ